# سناء خان
سناء خان، ممثلة وعارضة أزياء هندية معتزلة، بدأت سناء خان مسيرتها المهنية كعارضة الأزياء واستمرت في الظهور في الإعلانات التلفزيونية والأفلام الروائية، قدمت عروض كثيرة و أفلام متعددة وعروض تلفزيونية واقعية، عملت في 14 فيلماً عبر 5 لغات وظهرت في أكثر من 50 فيلمًا إعلانيًا، وكانت أيضًا أحد المتسابقين في برامج الواقع.
في 2021 تزوجت من أنس سعيد المفتي في غوجارات وأعلنت الممثلة عن إعتزالها التمثيل وعالم الترفية وأردت الحجاب وأنها ستخصص جهودها من أجل خدمة الإنسانية ودعم الإسلام.

## النشأة
سناء خان ولدت ونشأت في بومباي، والدها من مسلمين مالايلي من منطقة كانور في كيرلا وأما أمها أسمها سعيدة من بومباي.

## أعمالها
- 2005 فيلم يهاى هاي هاي سوسايتي، بدور سونيا
- 2006 فيلم 	E
- 2007 فيلم بومباي إلى غوا
- 2007 فيلم دهان ضنا دان
- 2008 فيلم Silambattam
- 2008 فيلم هالا بول	بدور سانيا
- 2010 فيلم Thambikku Indha Ooru بدور ديفيا
- 2010 فيلم كاليانرام كاثي بدور أنجالي
- 2011	فيلم Gaganam بدور سانديا
- 2011	فيلم Payanam بدور سانديا
- 2011 فيلم كوول ساكاهاس ماجا بدور كاجول
- 2011 فيلم اييرام فيلاكو بدور ميغا
- 2012 فيلم السيد نوكايا بدور شيلبا
- 2013 فيلم ذروة
- 2013 فيلم Thalaivan
- 2014 فيلم جاي هو بدور ابنة وزير الداخلية
- 2016 فيلم انت السبب بدور سيا
- 2017 فيلم Anbanavan Asaradhavan Adangadhavan
- 2017 فيلم المرحاض: إيك بريم كاثا
- 2018 فيلم توم وديك وهاري2[3]

## روابط خارجية
- ثناء خان على موقع IMDb (الإنجليزية)
- ثناء خان على موقع أول موفي (الإنجليزية)
- ثناء خان على موقع قاعدة بيانات الفيلم (الإنجليزية)
- ثناء خان على موقع كينوبويسك (الروسية)